# Maybach
A Maybach é uma marca de automóveis de alto luxo pertencente a Mercedes-Benz. Também faz parte do Mercedes Car Group e o grau de conforto e luxo de seus carros é superior ao das fabricadas pela sua irmã Mercedes-Benz. Os automóveis Maybach são alguns dos carros mais caros e luxuosos do mundo, competindo diretamente com marcas como a Rolls-Royce e a Bentley. 

## História

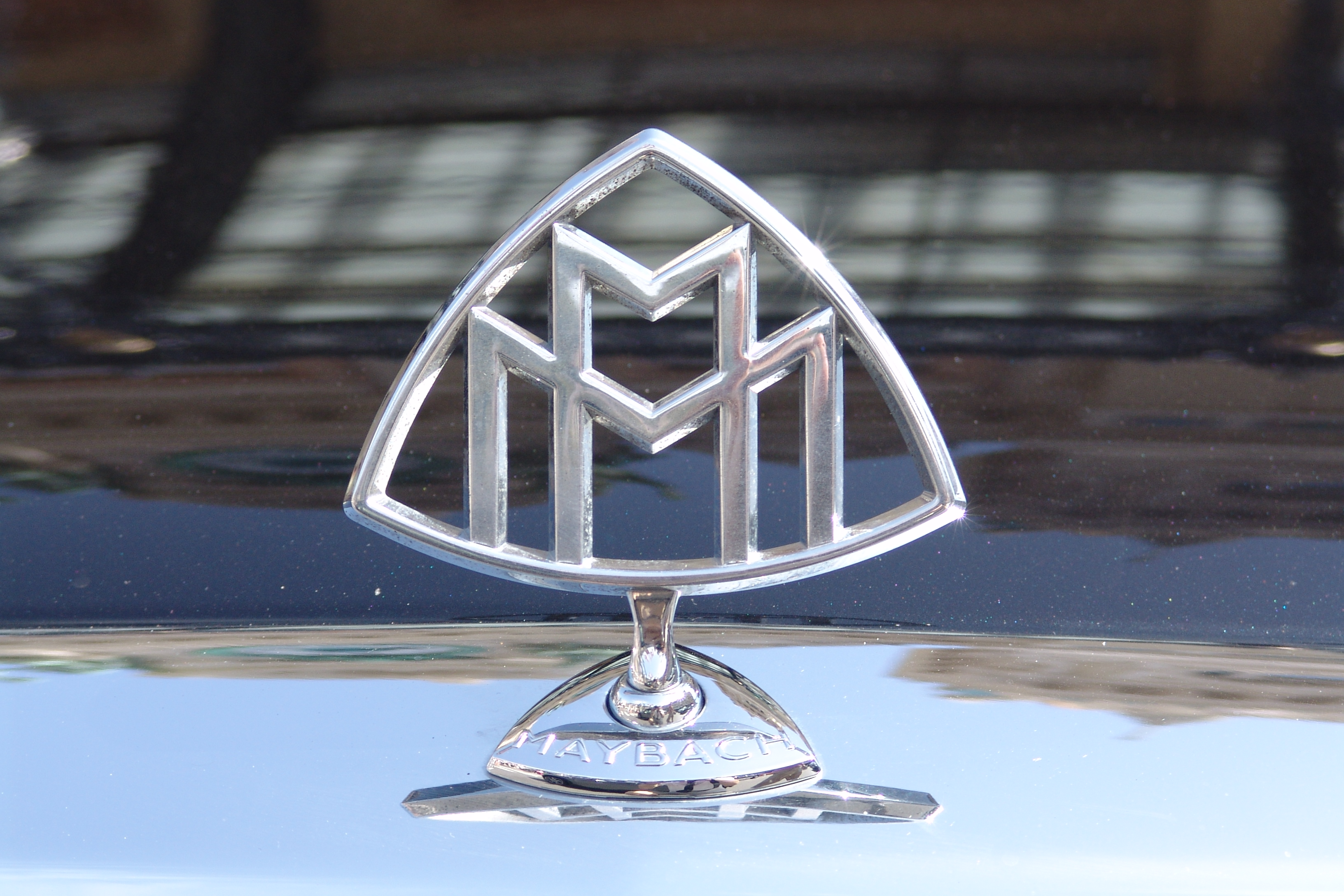
Símbolo.

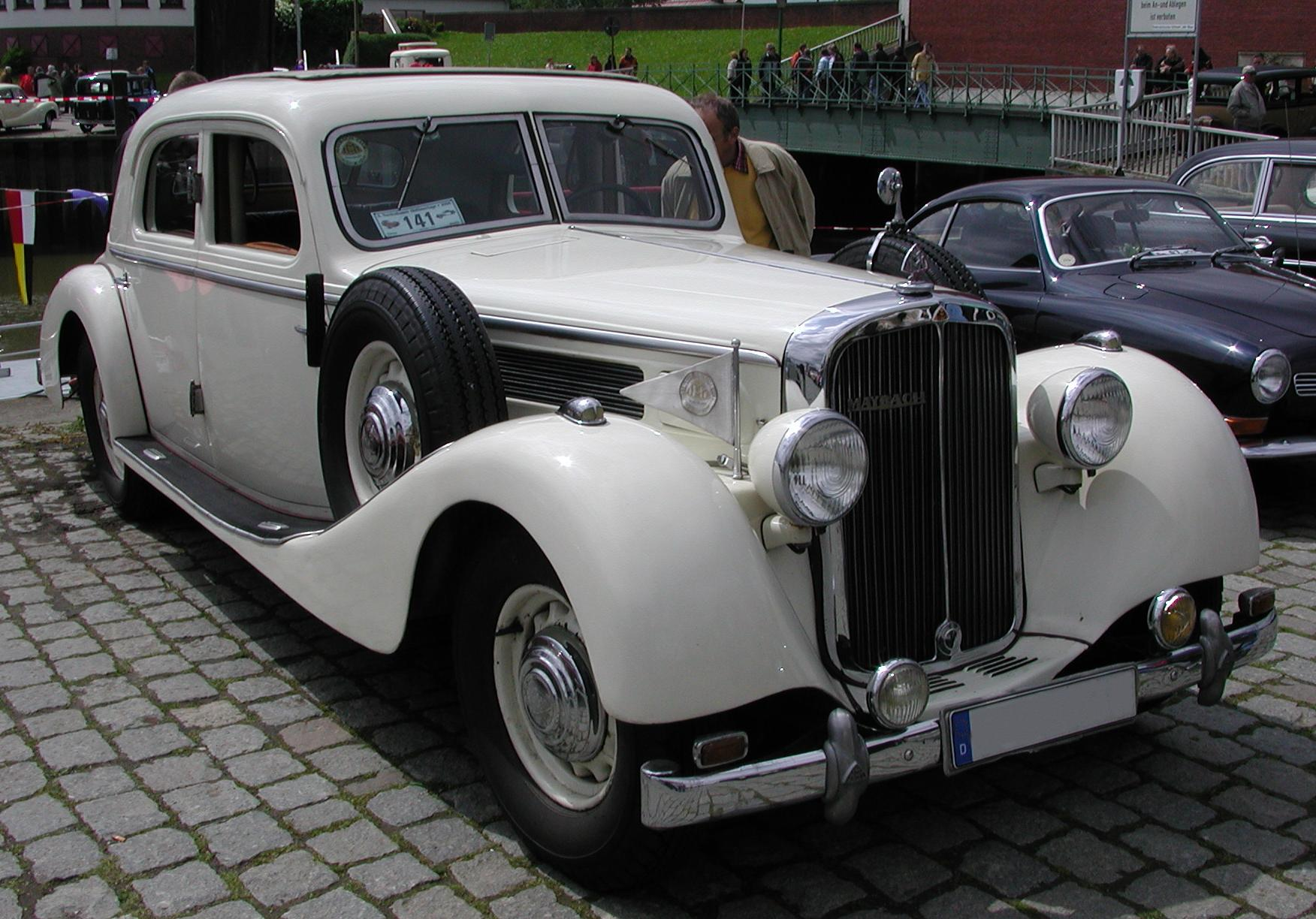
Maybach SW 42 de 1939.

A empresa foi fundada em 1909 por Wilhelm Maybach como Luftfahrzeug-Motorenbau GmbH inicialmente produzindo motores para dirigíveis, em 1912 mudou o nome para Maybach-Motorenbau GmbH, começou a produzir carros a partir de 1921.
Na Primeira e Segunda Guerra Mundial, a Maybach fabricou motores para os carros de combate (tanques) da época. Um exemplo é o famoso Tiger-I, equipado com motores Maybach HL 210 P45 e HL 230 P45.

## Modelos

### Descontinuados
- Maybach SW 42
- Maybach 57
- Maybach 62
- Maybach 57S
- Maybach 62S
- Maybach 62 Landaulet
- Maybach Exelero  - Traseira de um Maybach 62 em frente ao Mercedes-Benz Museum, Stuttgart.
  - Maybach 57.

### Atuais

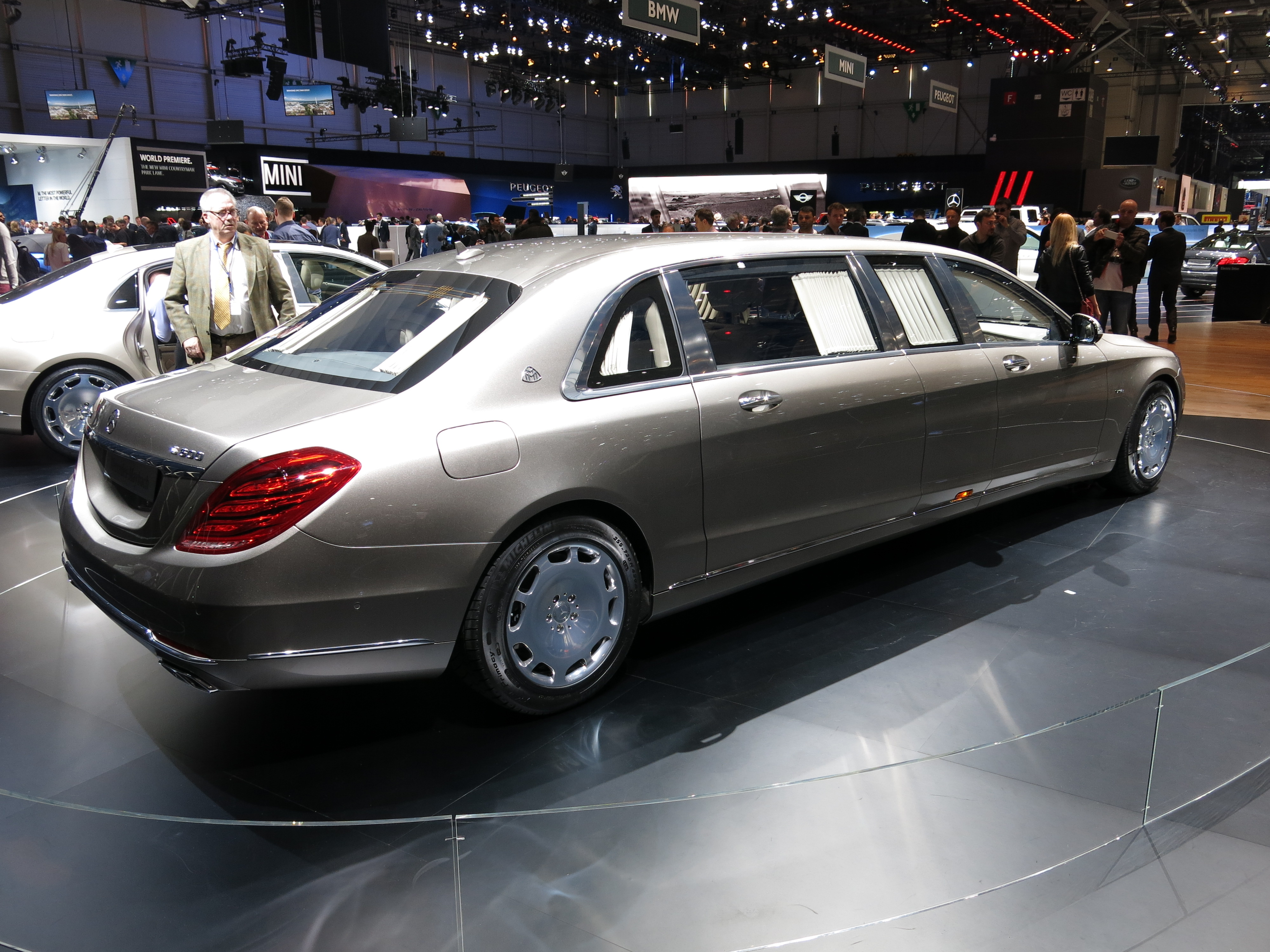
Mercedes-Maybach Pullmann
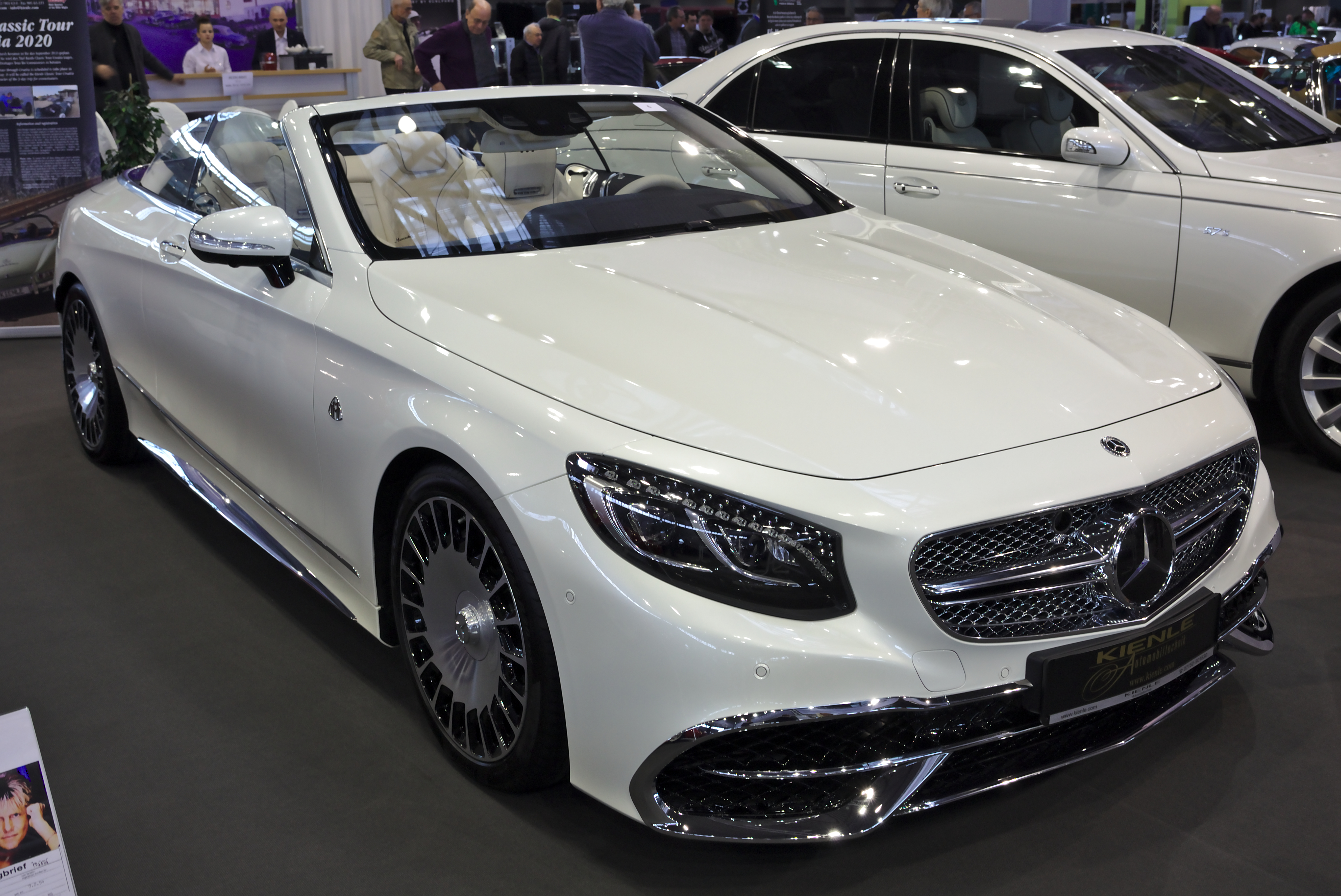
Mercedes-Maybach S 650 Cabriolet
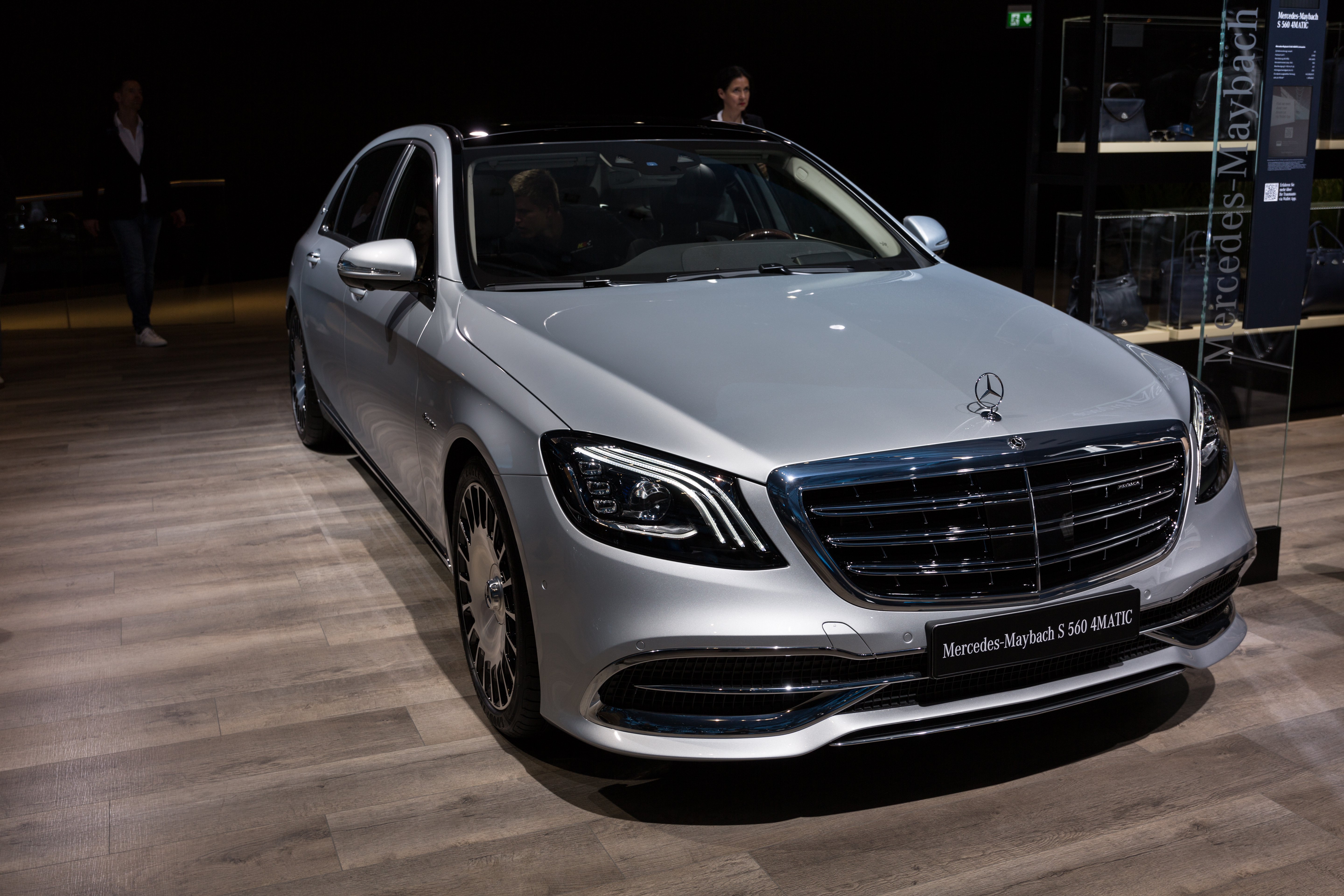
Mercedes-Maybach S 560 4MATIC
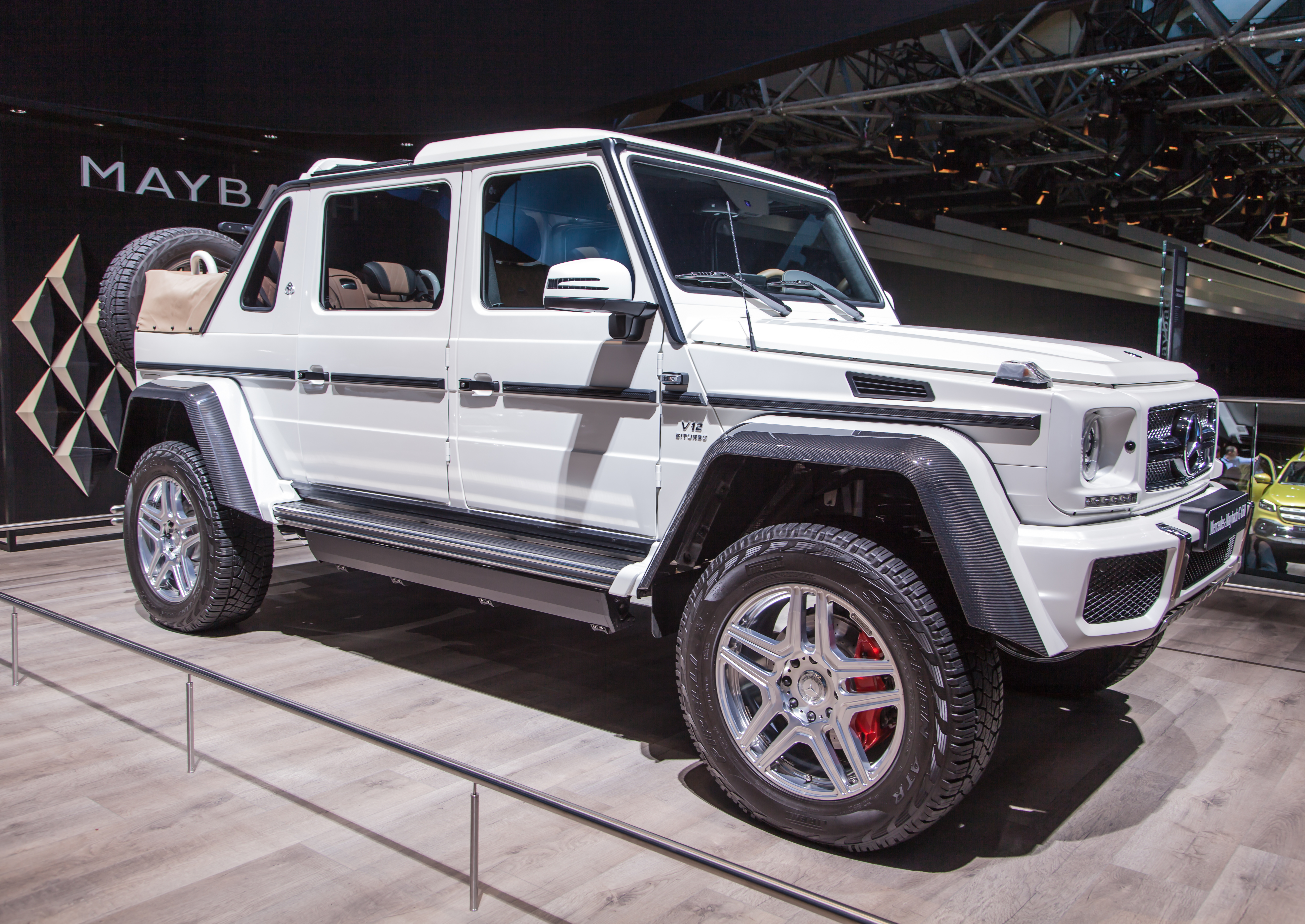
Mercedes-Maybach G 650 Landaulet